# Autoroutes du sud de la France
Autoroutes du sud de la France, ASF (pl. Autostrady Południa) – jedno z francuskich przedsiębiorstw zarządzających autostradami.
Pod względem długości zarządzanej sieci autostradowej ASF jest największym tego typu przedsiębiorstwem we Francji i drugim w Europie (po włoskiej firmie Autostrade). W roku 2004 ASF zatrudniała 8190 pracowników a roczne obroty wyniosły 2,4 mld EUR.

## Historia
W roku 1957 utworzono firmę SAVR (Société de l'Autoroute de la Vallée du Rhône - pl. Towarzystwo Autostrady doliny Rodanu), które miało zajmować się eksploatacją otwartego w 1954 r. pierwszego odcinka autostrady A 7. A 7 została ukończona w 1974 r. a rok wcześniej SAVR przekształcono w ASF.

## Sieć autostrad
ASF wraz ze swoją filią Escota zarządza siecią autostrad o długości 3160 km, głównie na południu Francji. Stanowi to 36,5% całkowitej długości płatnych autostrad. Sieć zarządzana przez ASF składa się z następujących autostrad:

### Odcinki płatne
- A7: Vienne – Berre-l’Étang (263,4 km)
- A8: Coudoux – Aix-en-Provence (18,1 km)
- A9: Orange – Le Perthus (280,4 km)
- A 10: Poitiers – Bordeaux (231,9 km)
- A 11: Le Mans – Angers (81,3 km)
- A 20: Brive-la-Gaillarde – Montauban (127,8 km)
- A 46: południowa obwodnica Lyonu (21,9 km)
- A 54: Nîmes – Salon-de-Provence (49 km)
- A 61: Narbonne – Tuluza (150,6 km)
- A 62: Tuluza - Bordeaux (221,5 km)
- A 63: Saint Géours de Maremne - Biriatou (66,5 km)
- A 64: Bayonne – Tuluza (236,9 km)
- A 641: Łącznica Peyrehorade (6,7 km)
- A 645: Łacznica Val d’Aran (5,5 km)
- A 66: Tuluza - Pamiers (39 km)
- A 68: Tuluza - Gémil (17,7 km)
- A 680: Łącznica Verfeil (7,6 km)
- A 711: A 75 – A 89 (11 km)
- A 72: Balbigny – Saint-Étienne (55 km)
- A 83: Nantes – Niort (146,7 km)
- A 837: Saintes – Rochefort (36,5 km)
- A 87: Angers – La Roche-sur-Yon (111,7 km)
- A 89: Libourne – Lyon
- A 20:
  - Libourne - Thenon (138,9 km)
  - Thenon - Terrasson-la-Villedieu – w budowie (18 km) (w budowie, otwarcie w połowie 2008 r.)
  - Terrasson-la-Villedieu - Brive-la-Gaillarde (12 km)
  - Saint-Germain-les-Vergnes: droga departamentalna D9_19 (dwie jezdnie z jednym pasem ruchu, do przebudowania do norm autostradowych)
- A 71:
  - Saint Germain les Vergnes - Combronde (153,8 km)
  - Combronde - Saint-Beauzire – odcinek wspólny z autostradą A 89 zarządzany przez APRR
  - odnoga Saint Beauzire - Martres-d’Artière – połączenie A 71 z A 89 (w budowie)
  - Martres d’Artière - Balbigny (droga krajowa nr 82) (66 km)
  - Balbigny - Tour-de-Salvagny (ok. 50 km) – w budowie, otwarcie w 212 r.
- Droga krajowa nr 20 : Tunnel de Puymorens (5,4 km, dwie jezdnie z jednym pasem ruchu)

### Odcinki bezpłatne
- A 10: Saint-André-de-Cubzac – A 630
- A 11: Pellouailles-les-Vignes – Les Portes-d’Angers
- A 46: południowo-wschodnia obwodnica Lyonu
- A 61 – A 62: wschodnia obwodnica Tuluzy
- A 64: Capvern – Tarbes (odcinek bezpłatny tylko dla ruchu lokalnego)
- A 87: południowa obwodnica La Roche-sur-Yon (w budowie, otwarcie w 2008)
- A 89: południowa obwodnica Périgueux